# Glaphyra shimai
Glaphyra shimai là một loài bọ cánh cứng trong họ Cerambycidae.